# 바다어미

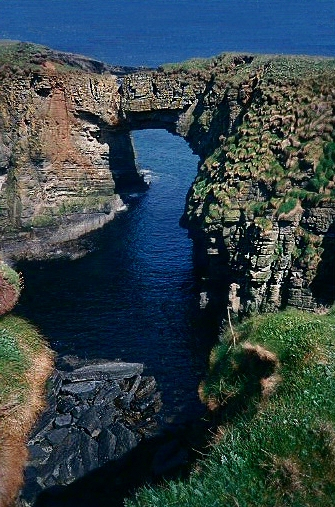
바다어미가 바다와 날씨를 다스릴 때는 오크니의 바다가 잔잔하다.

바다어미(Sea Mither; Mither of the Sea)는 오크니 제도의 전설에 나오는 존재이다. 여름철에 바다속에 살면서 사악한 물귀신인 누켈라비를 바다 깊숙한 데에 가두어 놓는다. 봄철이 되면 그녀는 자기의 맞수인 겨울 폭풍의 정령인 테란(Teran)과 바다와 날씨의 지배권을 놓고 싸움을 벌인다. 최종적으로 바다어미가 테란을 이겨서 그를 바다 깊숙히 처박아 버리지만, 바다어미는 여름철 동안 선행을 하느라고 기력을 다 써버리고, 가을이 되면 테란이 바다어미를 이기고 바다와 날씨를 자신의 손아귀에 넣게 된다.
바다어미와 테란의 싸움 이야기는 오크니의 전설들 중에서도 가장 오래된 것으로, 날씨의 변화 및 다른 자연현상을 설명하기 위해 순진한 섬사람들이 만들어낸 이야기로 생각된다. 셰틀랜드 제도의 어부들은 자신들을 악마에게서 지켜달라고 바다어미에게 기원을 드린다.

## 어원
"미더"(Mither)란 "마더"(mother)의 스코틀랜드 사투리로, 오크니 현지의 발음이 특히 반영된 것으로 보인다. 바다어미의 적인 "테란"(Teran)의 이름은 "격렬한 분노"를 의미하는 오크니 사투리이며, "분노"를 의미하는 노르드어 "튀렌"(tyrren)에서 파생되었을 가능성이 있다.

## 전승의 상세
바다어미는 여름의 정령이며, 스코틀랜드 북쪽의 섬들을 둘러싼 바닷물의 요동을 가라앉힌다. 셰틀랜드 제도 사람들, 특히 그 중에서도 어부들은 그녀가 악마로부터 자신들을 보호해 주기를 기원했다. 겨울의 정령인 테란이 바다를 좌지우지하고 있다가, 3월 중순 춘분날이 되면 바다어미가 나타나 테란과 싸우게 된다. 바다어미와 테란 모두 사람 눈에는 보이지 않는다. 테란과 바다어미는 격렬한 싸움을 벌이고, 수 주에 거친 싸움 끝에 바다어미가 바다와 날씨의 통제권을 빼앗는다. 두 정령의 싸움으로 인해 강풍이 불고 바다는 격동한다. 두 정령이 서로를 몰아내기 위해 싸우는 와중 들리는 웅웅거리는 바람소리가 테란의 목소리이다. 이 둘이 봄에 싸우는 것을 더러 "보레 툴리에"(Vore tullye) 즉 "봄의 싸움"이라고 한다. 최종적으로 바다어미가 테란을 제압하고, 그를 바닷속에 처박아 버린다. 테란이 탈출하려고 시도하면 여름날 궂은 날씨가 발생하는 것이라고 한다.
또한 여름동안 바다어미는 반인반마의 사악한 귀신 누켈라비도 봉인하고, 이런저런 선행을 한다. 그녀는 생식의 권능으로 수생 생물들이 번성하게 하고, 바다를 잔잔하고 따뜻하게 만들며, 마치 노랫소리 같은 온화한 여름 산들바람을 불어넣는다. 민속학자이자 오크니 주민인 월터 트레일 데니슨에 따르면, 바다어미가 다스리는 여름 기간 동안 섬사람들은 오크니 제도가 축복받은 섬들이 되었다고 믿게 된다. 그러나 모든 것을 온화하게 만들고 탈출하려고 몸부림치는 테란을 계속 붙잡아놓기 위해 그녀는 계속 일을 해야 하고, 점점 기력이 빠지게 된다.
가을이 오면 바다어미가 탈진한 틈을 타 테란이 탈출하고, 두 정령 사이의 싸움이 재개된다. 이 싸움으로 인해 하늘은 어두워지고 바람은 날카로워진다. 이 싸움을 "고레 벨리에"라고 하며, 이때는 테란이 승리하게 된다. 바다와 날씨의 지배권은 테란에게로 돌아가고, 바다어미는 쫓겨나게 된다. 그녀가 겨울 동안 어디서 지내는지에 대한 이야기는 전해지는 바가 없으나, 테란이 폭풍을 일으키며 난리를 치는 동안 어부들은 봄이 되면 기력을 회복한 바다어미가 돌아와 테란의 폭력에서 바다를 자유케 만들어 줄 것이라고 자위한다.

## 해석
오크니의 민담들은 본래 켈트 전통에 속하지만 북쪽의 노르드 신화의 영향도 많이 받았다. 민속학자 어니스트 마위크는 바다어미와 테란이 "자연의 순수한 의인화"라고 한다. 오크니 제도 주위 바다의 격변과 변덕에 대한 다양한 고대의 신화들이 존재하나, 그 중에서도 바다어미와 테란이라는 두 정령이 서로 대립한다는 것이 가장 오래된 전승이다. 원시시대의 오크니 섬사람들은 과학의 혜택 없이 날씨의 변화라던가 다른 자연의 순환을 설명해야 했고, 트레일 데니슨은 그것이 곧 "반(半)야만의 상상"이 신화의 토대를 이루게 된 이유라는 설을 내세웠다.

## 참고 자료
- Marwick, Ernest W. (2000) [1975], The Folklore of Orkney and Shetland (영어), Birlinn, ISBN 978-1-84158-048-7
- Muir, Tom (2014), Orkney Folk Tales (영어), History Press Limited, ISBN 978-0-7509-5533-1
- Traill Dennison, Walter (1890), “Orkney Folklore, Sea Myths”, The Scottish Antiquary, or, Northern Notes and Queries (영어) (Edinburgh University Press) 5 (18), JSTOR 25516326, (구독 필요)
- Traill Dennison, Walter (1891), “Orkney Folklore, Sea Myths”, The Scottish Antiquary, or, Northern Notes and Queries (영어) (Edinburgh University Press) 5 (19), JSTOR 25516359, (구독 필요)